# Maike Friedrichsen
Maike Friedrichsen (* 18. Juli 1970 in Eutin; heute Dieckmann) ist eine ehemalige deutsche Volleyball- und Beachvolleyballspielerin. Sie war mehrfache deutsche Meisterin und nahm an den Olympischen Spielen teil.

## Sportliche Karriere Halle
Friedrichsen begann 1984 mit dem Volleyball in der Halle beim PSV Eutin. Nach Zwischenstationen in Kiel bei SW Elmschenhagen und beim TV Hörde landete sie beim CJD Feuerbach, mit dem sie 1991 Deutscher Meister wurde. Nach einer weiteren Zwischenstation beim 1. VC Schwerte spielte sie ab 1993 für den USC Münster, mit dem sie 1994 und 1996 den CEV-Cup und 1996 die Deutsche Meisterschaft und den DVV-Pokal gewann. Für die Nationalmannschaft absolvierte sie 72 Länderspiele.

## Sportliche Karriere Beach
In ihrer ersten Beach-Saison wurde Friedrichsen 1994 an der Seite von Ulrike Schmidt deutsche Vizemeisterin. 1995 erreichte sie Platz drei bei der deutschen Meisterschaft in Timmendorfer Strand. Mit Silke Meyer wurde sie 1996 erneut deutsche Vizemeisterin. Mit Danja Müsch gelangen ihr in der ersten Saison der Sieg bei der deutschen Meisterschaft und ein zweiter Platz beim World-Tour-Turnier in Japan. Ihre beste Platzierung in der Weltrangliste war der fünfte Platz. Nach einem dritten Rang bei der DM 1998 wiederholte das Duo 1999 den nationalen Erfolg. Bei den Olympischen Spielen 2000 in Sydney erreichte sie den neunten Rang. 2001 feierte sie als deutsche Meisterin den letzten Triumph mit Danja Müsch und beendete danach ihre Karriere.

## Privates
Maike Dieckmann ist mit dem DVV-Präsidenten und ehemaligen Beachvolleyballspieler Markus Dieckmann verheiratet und hat zwei Kinder.